# Josef Hentschel von Gilgenheimb
Josef Hentschel von Gilgenheimb (* 19. März 1803 auf Franzdorf (seit 1945 Frączków), Fürstentum Neisse; † 9. August 1860 in Weidenau, Österreichisch-Schlesien) war ein deutscher Verwaltungsjurist und Majoratsherr.

## Leben
Josef war ein Sohn des preußischen Landrats Leopold Emanuel Valentin Hentschel von Gilgenheimb (1770–1823) und dessen Ehefrau Marie Anna geb. Freiin Welczek (1772–1828) aus dem Hause Dubensko. Sein Vater war Herr auf Schwandorf und Franzdorf, Erbvogt von Weidenau sowie Direktor der Neiße-Grottkauer Fürstentumslandschaft.
Gilgenheimb studierte an der Schlesischen Friedrich-Wilhelms-Universität Rechtswissenschaft. Er war Mitglied des Corps Teutonia Breslau und gehörte 1819 zu den Stiftern des Corps Borussia Breslau. Nach den Examen trat er als Regierungsassessor in die innere Verwaltung Preußens. Als Majoratsherr auf Franzdorf war er Landschaftsdirektor der Neiße-Grottkauer Fürstentumslandschaft mit Sitz in Neisse und später deren Ehrenlandschaftsdirektor. Er war Kammerherr und saß im Preußischen Herrenhaus. Er wurde mit dem Roten Adlerorden III. Klasse mit Schleife ausgezeichnet und erhielt den Charakter als Geheimer Justizrat.

## Familie
Gilgenheimb hatte sich am 24. Oktober 1842 in Weißwasser mit Rosalie Gräfin d'Ambly des Ayvelles (1821–1885) verheiratet. Aus der Ehe gingen folgende Kinder hervor:

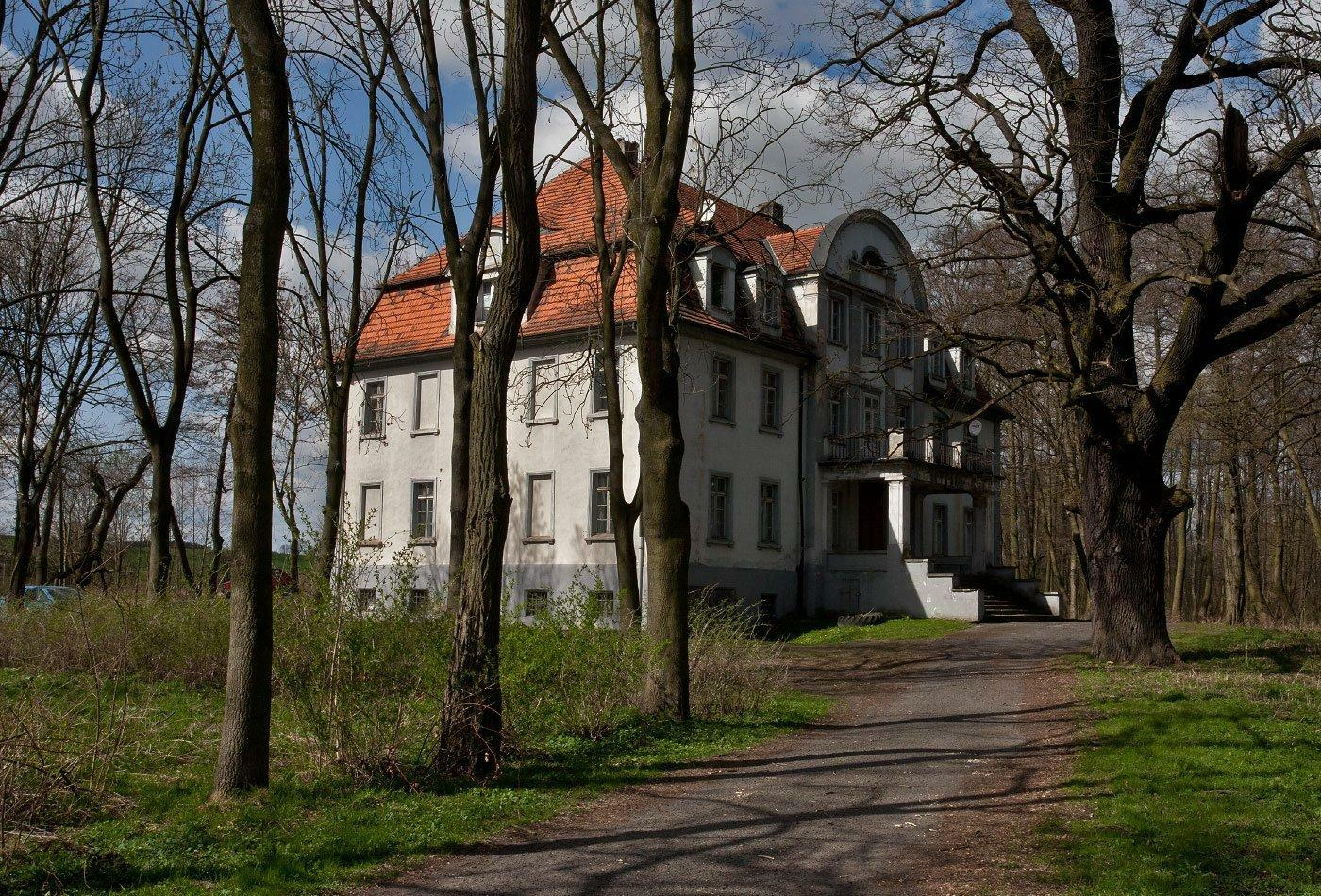
Schloss Paulwitz

- Alfred (1844–1893), Herr auf Paulwitz,[2] preußischer Rittmeister a. D. ⚭ 1. Juni 1876 Anna Gräfin von Matuschka, Freiin von Toppolczan und Spaetgen (1854–1927)
- Leopold (1845–1919), preußischer General der Infanterie ⚭ 12. Juni 1869 Maria (von) Willert (1848–1913)
- Rosalie (1848–1899) ⚭ 27. April 1870 ⚭ Georg von Haenel (1845–1918), preußischer Generalleutnant
- Toska (* 1850), Oberin der Ursulinerinner in Breslau
- Oskar (1852–1925), Landesältester, preußischer Oberleutnant der Artillerie a. D. ⚭ Cécillie Gräfin Strachwitz von Groß-Zauche und Camminetz (1861–1917)